# Ljudska vas Songup
Ljudska vas Songup (korejsko 성읍민속마을) je tradicionalna korejska ljudska vas v okrožju Pjoson-mjon, Sogvipo, provinca Čedžu, Južna Koreja. Neprekinjeno je naseljena že približno 600 let, od 15. stoletja, in je ohranjena v svoji tradicionalni predmoderni obliki.
Celotna vas, pa tudi več posameznih stavb v njej, so nacionalna folklorna kulturna dediščina Južne Koreje. Dve drevesi v vasi sta naravna spomenika Južne Koreje.

## Opis
Vas je pristno korejsko obzidano mesto (korejsko 읍성 upsong), ki izvira najkasneje iz zgodnjega obdobja Čoson. Od leta 1423, v času vladavine Sedžonga Velikega, je bila okrožni urad. Kot upravno središče se je neprekinjeno uporabljala do leta 1914. Nekoč je bila veliko večja od sedanje oblike, saj naj bi imela približno 1500 gospodinjstev. Njen vpliv je upadel do 1930-ih.
Vas je polna hanokov, tradicionalnih korejskih stavb. Leta 1826 je bil velik požar, v katerem je bilo uničenih približno 80 stavb, leta 1948 pa je bil še en požar med vstajo na otoku Čedžu. Nekatere stavbe v vasi so preživele oba incidenta in izvirajo iz začetka 19. stoletja. Mesto je zasnovano po načelih feng šuja ter je zasnovano in postavljeno z mislijo na svojo obrambo. Mestno obzidje je dobro ohranjeno. Mestne hiše imajo pogosto olle, tradicionalne obzidane ulice, ki povezujejo hiše z glavnimi potmi. Olle v mestu veljajo za nenavadno kratke. V vasi je zdaj približno 110 struktur.

## Turizem
Vas zdaj ponuja zgodovinska in kulturna doživetja. Obiskovalci se lahko udeležijo pomerjanja hanboka (tradicionalnih korejskih oblačil), lokostrelstva, barvanja blaga in nakupovanja ročnih izdelkov. Obstajajo restavracije, ki strežejo prigrizke ter tradicionalno korejsko in čedžujsko hrano. Eno družinsko podjetje z Čedžuja že več generacij v vasi vari alkoholno pijačo omegisul. Njihovo poslovanje je bilo prekinjeno, ko je bila domača destilacija alkohola prepovedana v času japonskega kolonialnega obdobja.
V vasi vsako leto oktobra poteka ljudski festival Džongui-gol (korejsko 정의골한마당축제). V vasi so že večkrat potekale uprizoritve slovesnosti, kot so procesije za inavguracijo okrožnega guvernerja in uprizoritve poročnih obredov. V vasi so potekala tudi lokalna tekmovanja talentov. Lokalna oblast še naprej vlaga v prenove in več kulturnih doživetij za vas. Nekateri prebivalci se pogajajo z vlado, da bi omogočila sodobnejše prenove tradicionalnih stavb, v katerih živijo v vasi.

## Galerija
- Južna vrata mesta, s kipi dol harubang, vidnimi na desni (2021)
- Dol harubang, kipi pri južnih vratih (2021)
- Hiše v vasi (2021)